# German Challenge (Golf)

Der erste Abschlag der German Challenge powered by VcG (Spieler: Max Schmitt)

Die German Challenge powered by VcG ist ein internationales Profigolf-Turnier der HotelPlanner Tour (ehemals Challenge Tour). Es fand erstmals vom 9. bis zum 12. September 2021 auf der Anlage des Wittelsbacher Golfclub in Neuburg an der Donau in Deutschland statt. Nach der Fortsetzung in den Saisons 2022, 2023 und 2024, soll das Turnier vom 17. bis zum 20. Juli 2025 zum fünften Mal stattfinden. Damit ist es, wie schon 2021, das einzige Turnier der HotelPlanner Tour in Deutschland.
Das Preisgeld liegt mit 300.000 Euro im Durchschnitt der Turnierserie.
| Jahr | Sieger                   | Score | Zu Par |
| ---- | ------------------------ | ----- | ------ |
| 2021 | Angel Hidalgo            | 272   | −12    |
| 2022 | Alejandro del Rey        | 271   | −17    |
| 2023 | Francesco Laporta        | 281   | −7     |
| 2024 | Rasmus Neergard-Petersen | 273   | −15    |